# Citroën C4 WRC
De Citroën C4 WRC is een rallyauto, gebaseerd op de Citroën C4 en ingedeeld in de World Rally Car categorie, die door Citroën werd ingezet in het Wereldkampioenschap Rally, tussen het seizoen 2007 en 2010.

## Geschiedenis
In het seizoen 2007 keerde Citroën na een jaar absentie terug als volledig fabrieksteam in het WK Rally, en verving de succesvolle Citroën Xsara WRC dat jaar met de C4 WRC. Met rijders Sébastien Loeb, de regerend wereldkampioen, en Daniel Sordo greep het gelijk naar een één-twee tijdens het debuut evenement van de auto in Monte Carlo. Loeb won dat jaar in totaal acht WK-rally's en sleepte hiermee zijn vierde opeenvolgende wereldtitel binnen. Het kampioenschap bij de constructeurs moesten ze dat jaar nog nalaten aan Ford. 2008 bewees nog succesvoller, met Loeb die zijn record verbrak uit 2005 door niet tien, maar elf keer te winnen dat jaar en daarmee overtuigend voor de vijfde keer wereldkampioen werd. Citroën ging daarnaast voor het eerst met de C4 WRC ook aan de haal met de constructeurstitel. Het seizoen 2009 verliep moeizamer, maar Loeb wist ternauwernood met één punt verschil zijn titel te prolongeren, terwijl Citroën ook wederom de eerste plaats bezette bij de constructeurs. In 2010, het laatste jaar voor de 2-liter World Rally Cars, bewees de C4 uiterst dominant, en Loeb ging dit keer een stuk eenvoudiger aan de haal met zijn zevende wereldtitel, wat insgelijks het geval was voor Citroëns kampioenschap bij de constructeurs.
De C4 WRC won in totaal 36 WK-rally's, die op twee overwinningen van Sébastien Ogier na allen op naam kwamen van Loeb, en waarmee het het resultaat van de Xsara WRC overtrof. Met de introductie van de 1.6-liter World Rally Cars, werd de C4 WRC voor 2011 vervangen door de Citroën DS3 WRC.

## Specificaties
| Carrosserie           | Merk               | Citroën                                                                               |  |  |
| Carrosserie           | Type               | C4 WRC                                                                                |  |  |
| Carrosserie           | Body               | Monocoque, 3-deurs                                                                    |  |  |
| Carrosserie           | Materiaal          | Staal                                                                                 |  |  |
|                       |                    |                                                                                       |  |  |
| Afmetingen en gewicht | Lengte             | 4274 mm                                                                               |  |  |
| Afmetingen en gewicht | Breedte            | 1800 mm                                                                               |  |  |
| Afmetingen en gewicht | Hoogte             | 1458 mm                                                                               |  |  |
| Afmetingen en gewicht | Wielbasis          | 2608 mm                                                                               |  |  |
| Afmetingen en gewicht | Gewicht            | 1230 kg                                                                               |  |  |
|                       |                    |                                                                                       |  |  |
| Technisch             | Motor              | 2-liter, 4 in lijn cilinder, 16-valve                                                 |  |  |
| Technisch             | Motor positie      | voor, transvers                                                                       |  |  |
| Technisch             | Capaciteit         | 1998 cc                                                                               |  |  |
| Technisch             | Boring × Slag      | 85 × 88                                                                               |  |  |
| Technisch             | Ventielen per cil. | 4                                                                                     |  |  |
| Technisch             | Nokkenas           | Dubbel bovenliggend                                                                   |  |  |
| Technisch             | Vermogen           | 315 Pk/5500 tpm                                                                       |  |  |
| Technisch             | Max. koppel        | 570 Nm/2750 tpm                                                                       |  |  |
| Technisch             | Verbranding        | Injectie                                                                              |  |  |
| Technisch             | Transmissie        | 6 versnellingen, sequentieel                                                          |  |  |
| Technisch             | Aandrijving        | 4WD                                                                                   |  |  |
| Technisch             | Ophanging          | McPherson stuts, verstelbare springveren over schokbrekers, verstelbare anti-roll bar |  |  |